# Corps et Main
 Corps et Main est une huile sur toile surréaliste peinte en 1927 par Salvador Dalí. La toile est exposée au Salvador Dalí Museum à St. Petersburg (États-Unis) en dépôt de la collection de A Reynolds Morse.

## Description
C'est une toile surréaliste qui représente un personnage géométrique avec une main rouge qui sort de sa tête. Le personnage est composé d'un cône et d'un triangle. L'ensemble est posé sur un plan carré gris flottant sur un espace bleu gris. Sur le carré apparaissent des images fantomatiques et des torses, dans un fond bleu sombre. Cette toile fut réalisée après le retour de Dalí de son service militaire de neuf mois. Durant cette période, il avait commencé à expérimenter de nouveaux thèmes pour ses peintures. Le terme de « corps » dans le titre est une référence au personnage géométrique formé par des figures géométriques organisées en corps humain ; Le triangle repose sur une béquille, ce qui est un élément récurrent de la peinture dalinienne. 
La main rouge qui sort de la tête du personnage central est une claire référence à l'onanisme, qui était alors un thème classique du peintre. Il s'intéressait alors aux écrits de Freud et avait intégré le groupe parisien des  surréalistes. Le personnage féminin entourant le personnage central représente les pensées de ce corps.
L'ensemble est un exemple des pensées délirantes et érotiques du processus créatif de Dalí qui est au centre de son œuvre. 
À gauche du personnage central, on note un âne dressé sur ses pattes arrière et qui est mangé par une horde de mouches. C'est un âne pourri, qui est une autre des figures obsessionnelles du peintre. À droite pose une femme, générant un fort contraste entre les différentes partie de la toile